# 犹他高等教育系统
犹他高等教育系统（USHE）是美国犹他州的州立大学系统，包括该州16所公立高等教育机构，其中包括8所技术学院，旗舰机构为犹他大学。